# Zala (Cerknica)
Zala is een plaats in Slovenië en maakt deel uit van de gemeente Cerknica in de NUTS-3-regio Notranjskokraška. De plaats telde 11 inwoners op 1 januari 2020.
Het dorpje bestaat uit slechts één straat en grenst in het noorden aan Pölöske.